# Spilichneumon tennecabunensis
Spilichneumon tennecabunensis är en stekelart som först beskrevs av Heinrich 1929.  Spilichneumon tennecabunensis ingår i släktet Spilichneumon och familjen brokparasitsteklar. Inga underarter finns listade i Catalogue of Life.